# Alemania en el Festival de la Canción de Eurovisión
Alemania es el único país que ha participado en todos los Festivales de la Canción de Eurovisión desde su inicio en 1956, lo que le convierte en el país con más representaciones en toda la historia del Festival. Después de Alemania, Francia y Reino Unido son los países con más apariciones. De todas sus participaciones, solo en una se ausentó en la final del festival, en 1996, cuando finalizó en la 24.ª posición con 24 puntos en la ronda clasificatoria («semifinal no televisada»), con Leon y la canción «Blauer Planet». Considerando dicha no clasificación a la final de Oslo en 1996, Alemania es el único país que ha tenido involucración en todas las ediciones del Festival de la Canción de Eurovisión.
Aunque los participantes alemanes han tenido éxito limitado (Alemania solo ha ganado el festival dos veces), el interés público se mantiene alto y el festival es uno de los eventos más vistos en cada año, siendo uno de los países que mayor audiencia aporta al concurso todo los años, con lo que se justifica su pertenencia al Big Five.
En 35 ocasiones el país ha estado en el Top 10 y en 11 ha finalizado dentro de los mejores 3. Por otra parte, Alemania ha finalizado en 9 veces en el último lugar de la final, 3 de ellas con 0 puntos: 1964, 1965 y 2015. 
El país con mayor cantidad de puntos de los alemanes es Suecia, uno de los países «clásicos» del concurso y de los que mayor éxito han tenido en el festival. Con el inicio del uso del televoto en las votaciones, Alemania comenzó a dar altas puntuaciones a países con una gran cantidad de diáspora dentro de su territorio: Turquía, Grecia, Serbia y recientemente Polonia y Lituania. Por su parte, Alemania ha recibido la mayor cantidad de puntos de España, así como de sus países vecinos: Dinamarca y Suiza.

## Historia

### Festival de 1982
| Kiel: 2002-2003 Lübeck: 1997 Berlín: 1972, 1991, 2004-05, 2018, 2019 Magdeburgo: 1992 Hamburgo: 1965, 1996, 2006-08 Hannover: 2001, 2013, 2015 Bremen: 1998-2000 Dortmund: 1958 Colonia: 1956, 2010-2012, 2014, 2016-17 Bad Homburg: 1961 Wiesbaden: 1960, Fráncfort: 57, 63-64, 69-71, 73, 75-76 Baden-Baden: 1962, 1978 Múnich: 1979-1986, 1989-1990 Núremberg: 1987-1988 Sedes de los concursos para elegir al representante de Alemania en el festival. |

La 1.ª ganadora fue la estrella adolescente Nicole en 1982, que interpretó «Ein bißchen Frieden», escrita por Ralph Siegel. La canción se mantuvo en el número uno de la Lista de Popularidad alemana por cinco semanas y permaneció entre las diez canciones más populares por otras dieciséis. El festival fue llevado a cabo en el Reino Unido y Nicole ganó con 161 puntos, un margen de 61 puntos sobre el segundo lugar, ocupado por Avi Toledano de Israel. Siegel ha escrito 12 de las canciones interpretadas por cantantes alemanes, incluyendo "I Can't Live Without Music" en 2002 y "Let's get happy" en 2003.

### Festival de 1996
1996 fue el único año en el que Alemania no estuvo en la final de Eurovisión (sí en la ronda preclasificatoria). Debido a la gran cantidad de participantes en esta edición, se tuvo que realizar una criba de países por parte de la organización sobre la base de la calidad de los temas. A pesar de que no se tienen datos oficiales sobre su realización, Alemania quedó con 24 puntos, a 3 de la última clasificada, Finlandia, por lo que no pudo participar en la Gran Final. Su tema era «Blauer Planet», interpretado por Leon.

### Festival de 1998:Guildo Horn
El punto más elevado del festival en Alemania puede haber sido la versión de 1998. Guildo Horn comenzó su campaña para ser nominado como un cantante controvertido por su estilo. Fue criticado por su falta de seriedad y su imagen. Sin embargo, la opinión pública pronto cambió y Horn ganó la preselección alemana con más del 60% de los votos. Acercándose Eurovisión, la «Guido-mania» se extendió aún más a través de Alemania y el evento fue material de primera página hasta la fecha del festival. Horn se hizo destacar también en otros países y la controversia que había encontrado en Alemania resurgió a través de Europa.
Horn interpretó junto su banda, Orthopädischen Strümpfe, cantando «Guildo hat Euch lieb!», escrita por Stefan Raab. Aunque el séptimo lugar fue decepcionante para muchos en Alemania, fue un resurgimiento para el Eurovisión en el país y fue el comienzo para cuatro finales consecutivos entre los primeros diez. Desde entonces, Raab ha participado en otros dos Festivales. Dos años después de escribir «Guildo Hat Euch Lieb!», apareció con «Wadde Hadde Dudde Da?», tema humorístico que interpretó el mismo. Cuatro años más tarde, escribió la canción de Max, «Can't Wait Until Tonight».

### Los 2000's: Inicia la etapa contemporánea
En años recientes, Alemania ha destacado por su adopción de estilos musicales no tan típicos con lo que pueda asociarse normalmente a Eurovisión, tales como el country (Texas Lightning - «No No Never» en 2006), el swing (Roger Cicero - «Frauen regier'n die Welt» en 2007) o el electropop (Lena - «Taken by a stranger» en 2011).

### Festival de 2010:Lena Meyer-Landrut
Alemania consiguió en esta edición su segunda victoria en el festival de la mano de la joven Lena Meyer-Landrut. 
El triunfo era muy esperado, tanto por alemanes como por la mayoría de los europeos votantes, que veían como un país del «Big 4» se llevaba a casa el festival, frente a candidaturas tan fuertes como Grecia, Turquía o los países del Este, que suelen copar el Top 10 en los últimos años.
Ganó el certamen con 246 puntos y el tema «Satellite».

## Organización
Desde 1996, el miembro del consorcio ARD Norddeutscher Rundfunk (NDR) participa en el concurso en representación de Alemania. Südwestrundfunk (SWR) sustituirá a NDR como emisora principal a partir de 2026. La responsabilidad dentro del consorcio por la participación en el concurso ha ido cambiando de manos entre sus diferentes miembros a lo largo de los años:
- Nord-und Westdeutscher Rundfunkverband (NWRV) – 1956
- Hessischer Rundfunk (HR) – 1957, 1959–1961, 1963–1964, 1966–1971, 1973–1977
- Westdeutscher Rundfunk (WDR) – 1958
- Südwestfunk (SWF) – 1962, 1978
- Norddeutscher Rundfunk (NDR) – 1965, 1996–2025
- Sender Freies Berlin (SFB) – 1972, 1991
- Bayerischer Rundfunk (BR) – 1979–1990
- Mitteldeutscher Rundfunk (MDR) – 1992–1995
- Südwestrundfunk (SWR) – 2026[1]

## Participaciones
Leyenda
     Ganador
     Segundo puesto
     Tercer puesto
     Cuarto o quinto puesto (Top 5)
     Último puesto
| Año  | Sede       | Artista                      | Canción                                     | Final                       | Pts.                        | Semifinal                   | Pts.                        |
| ---- | ---------- | ---------------------------- | ------------------------------------------- | --------------------------- | --------------------------- | --------------------------- | --------------------------- |
| 1956 | Lugano     | Walter Andreas Schwarz       | «Im Wartesaal zum großen Glück»             | No se publicaron resultados | No se publicaron resultados | No hubo semifinales         | No hubo semifinales         |
| 1956 | Lugano     | Freddy Quinn                 | «So geht das jede Nacht»                    | No se publicaron resultados | No se publicaron resultados | No hubo semifinales         | No hubo semifinales         |
| 1957 | Fráncfort  | Margot Hielscher             | «Telefon, Telefon»                          | 4                           | 8                           | No hubo semifinales         | No hubo semifinales         |
| 1958 | Hilversum  | Margot Hielscher             | «Für zwei Groschen Musik»                   | 7                           | 5                           | No hubo semifinales         | No hubo semifinales         |
| 1959 | Cannes     | Alice & Ellen Kessler        | «Heute Abend wollen wir tanzen geh'n»       | 8                           | 5                           | No hubo semifinales         | No hubo semifinales         |
| 1960 | Londres    | Wyn Hoop                     | «Bonne nuit ma chérie»                      | 4                           | 11                          | No hubo semifinales         | No hubo semifinales         |
| 1961 | Cannes     | Lale Andersen                | «Einmal sehen wir uns wieder»               | 13                          | 3                           | No hubo semifinales         | No hubo semifinales         |
| 1962 | Luxemburgo | Conny Froboess               | «Zwei kleine Italiener»                     | 6                           | 9                           | No hubo semifinales         | No hubo semifinales         |
| 1963 | Londres    | Heidi Brühl                  | «Marcel»                                    | 9                           | 5                           | No hubo semifinales         | No hubo semifinales         |
| 1964 | Copenhague | Nora Nova                    | «Man gewöhnt sich so schnell an das Schöne» | 13                          | 0                           | No hubo semifinales         | No hubo semifinales         |
| 1965 | Nápoles    | Ulla Wiesner                 | «Paradies, wo bist du?»                     | 15                          | 0                           | No hubo semifinales         | No hubo semifinales         |
| 1966 | Luxemburgo | Margot Eskens                | «Die Zeiger der Uhr»                        | 10                          | 7                           | No hubo semifinales         | No hubo semifinales         |
| 1967 | Viena      | Inge Brück                   | «Anouschka»                                 | 8                           | 7                           | No hubo semifinales         | No hubo semifinales         |
| 1968 | Londres    | Wencke Myhre                 | «Ein Hoch der Liebe»                        | 6                           | 11                          | No hubo semifinales         | No hubo semifinales         |
| 1969 | Madrid     | Siw Malmkvist                | «Primaballerina»                            | 9                           | 8                           | No hubo semifinales         | No hubo semifinales         |
| 1970 | Ámsterdam  | Katja Ebstein                | «Wunder gibt es immer wieder»               | 3                           | 12                          | No hubo semifinales         | No hubo semifinales         |
| 1971 | Dublín     | Katja Ebstein                | «Diese Welt»                                | 3                           | 100                         | No hubo semifinales         | No hubo semifinales         |
| 1972 | Edimburgo  | Mary Roos                    | «Nur die Liebe läßt uns leben»              | 3                           | 107                         | No hubo semifinales         | No hubo semifinales         |
| 1973 | Luxemburgo | Gitte                        | «Junger Tag»                                | 8                           | 85                          | No hubo semifinales         | No hubo semifinales         |
| 1974 | Brighton   | Cindy & Bert                 | «Die Sommermelodie»                         | 14                          | 3                           | No hubo semifinales         | No hubo semifinales         |
| 1975 | Estocolmo  | Joy Fleming†                 | «Ein Lied kann eine Brücke sein»            | 17                          | 15                          | No hubo semifinales         | No hubo semifinales         |
| 1976 | La Haya    | Les Humphries Singers        | «Sing Sang Song»                            | 15                          | 12                          | No hubo semifinales         | No hubo semifinales         |
| 1977 | Londres    | Silver Convention            | «Telegram»                                  | 8                           | 55                          | No hubo semifinales         | No hubo semifinales         |
| 1978 | París      | Ireen Sheer                  | «Feuer»                                     | 6                           | 84                          | No hubo semifinales         | No hubo semifinales         |
| 1979 | Jerusalén  | Dschinghis Khan              | «Dschinghis Khan»                           | 4                           | 86                          | No hubo semifinales         | No hubo semifinales         |
| 1980 | La Haya    | Katja Ebstein                | «Theater»                                   | 2                           | 128                         | No hubo semifinales         | No hubo semifinales         |
| 1981 | Dublín     | Lena Valaitis                | «Johnny Blue»                               | 2                           | 132                         | No hubo semifinales         | No hubo semifinales         |
| 1982 | Harrogate  | Nicole                       | «Ein bißchen Frieden»                       | 1                           | 161                         | No hubo semifinales         | No hubo semifinales         |
| 1983 | Múnich     | Hoffmann & Hoffmann          | «Rücksicht»                                 | 5                           | 94                          | No hubo semifinales         | No hubo semifinales         |
| 1984 | Luxemburgo | Mary Roos                    | «Aufrecht geh'n»                            | 13                          | 34                          | No hubo semifinales         | No hubo semifinales         |
| 1985 | Gotemburgo | Wind                         | «Für alle»                                  | 2                           | 105                         | No hubo semifinales         | No hubo semifinales         |
| 1986 | Bergen     | Ingrid Peters                | «Über die Brücke geh'n»                     | 8                           | 62                          | No hubo semifinales         | No hubo semifinales         |
| 1987 | Bruselas   | Wind                         | «Laß die Sonne in dein Herz»                | 2                           | 141                         | No hubo semifinales         | No hubo semifinales         |
| 1988 | Dublín     | Maxi & Chris Garden          | «Lied für einen Freund»                     | 14                          | 48                          | No hubo semifinales         | No hubo semifinales         |
| 1989 | Lausana    | Nino de Angelo               | «Flieger»                                   | 14                          | 46                          | No hubo semifinales         | No hubo semifinales         |
| 1990 | Zagreb     | Chris Kempers y Daniel Kovac | «Frei zu leben»                             | 9                           | 60                          | No hubo semifinales         | No hubo semifinales         |
| 1991 | Roma       | Atlantis 2000                | «Dieser Traum darf niemals sterben»         | 18                          | 10                          | No hubo semifinales         | No hubo semifinales         |
| 1992 | Malmö      | Wind                         | «Träume sind für alle da»                   | 16                          | 27                          | No hubo semifinales         | No hubo semifinales         |
| 1993 | Millstreet | Münchener Freiheit           | «Viel zu weit»                              | 18                          | 18                          | Kvalifikacija za Millstreet | Kvalifikacija za Millstreet |
| 1994 | Dublín     | Mekado                       | «Wir geben 'ne Party»                       | 3                           | 128                         | No hubo semifinales         | No hubo semifinales         |
| 1995 | Dublín     | Stone & Stone                | «Verliebt in Dich»                          | 23                          | 1                           | No hubo semifinales         | No hubo semifinales         |
| 1996 | Oslo       | Leon                         | «Planet of Blue»                            | No se clasificó             | No se clasificó             | 24                          | 24                          |
| 1997 | Dublín     | Bianca Shomburg              | «Zeit»                                      | 18                          | 22                          | No hubo semifinales         | No hubo semifinales         |
| 1998 | Birmingham | Guildo Horn                  | «Guildo hat Euch lieb!»                     | 8                           | 74                          | No hubo semifinales         | No hubo semifinales         |
| 1999 | Jerusalén  | Sürpriz                      | «Reise nach Jerusalem - Kudüs'e seyahat»    | 3                           | 140                         | No hubo semifinales         | No hubo semifinales         |
| 2000 | Estocolmo  | Stefan Raab                  | «Wadde hadde dudde da?»                     | 5                           | 96                          | No hubo semifinales         | No hubo semifinales         |
| 2001 | Copenhague | Michelle                     | «Wer Liebe lebt»                            | 8                           | 66                          | No hubo semifinales         | No hubo semifinales         |
| 2002 | Tallin     | Corinna May                  | «I Can't Live without Music»                | 21                          | 17                          | No hubo semifinales         | No hubo semifinales         |
| 2003 | Riga       | Lou                          | «Let's Get Happy»                           | 12                          | 53                          | No hubo semifinales         | No hubo semifinales         |
| 2004 | Estambul   | Max                          | «Can't Wait Until Tonight»                  | 8                           | 93                          | Miembro del Big 4           | Miembro del Big 4           |
| 2005 | Kiev       | Gracia                       | «Run & Hide»                                | 24                          | 4                           | Miembro del Big 4           | Miembro del Big 4           |
| 2006 | Atenas     | Texas Lightning              | «No No Never»                               | 14                          | 36                          | Miembro del Big 4           | Miembro del Big 4           |
| 2007 | Helsinki   | Roger Cicero †               | «Frauen regier'n die Welt»                  | 19                          | 49                          | Miembro del Big 4           | Miembro del Big 4           |
| 2008 | Belgrado   | No Angels                    | «Disappear»                                 | 23                          | 14                          | Miembro del Big 4           | Miembro del Big 4           |
| 2009 | Moscú      | Alex Swings Oscar Sings!     | «Miss Kiss Kiss Bang»                       | 20                          | 35                          | Miembro del Big 4           | Miembro del Big 4           |
| 2010 | Oslo       | Lena                         | «Satellite»                                 | 1                           | 246                         | Miembro del Big 4           | Miembro del Big 4           |
| 2011 | Düsseldorf | Lena                         | «Taken by a Stranger»                       | 10                          | 107                         | País anfitrión              | País anfitrión              |
| 2012 | Bakú       | Roman Lob                    | «Standing Still»                            | 8                           | 110                         | Miembro del Big 5           | Miembro del Big 5           |
| 2013 | Malmö      | Cascada                      | «Glorious»                                  | 21                          | 18                          | Miembro del Big 5           | Miembro del Big 5           |
| 2014 | Copenhague | Elaiza                       | «Is it right»                               | 18                          | 39                          | Miembro del Big 5           | Miembro del Big 5           |
| 2015 | Viena      | Ann Sophie                   | «Black Smoke»                               | 27                          | 0                           | Miembro del Big 5           | Miembro del Big 5           |
| 2016 | Estocolmo  | Jamie-Lee                    | «Ghost»                                     | 26                          | 11                          | Miembro del Big 5           | Miembro del Big 5           |
| 2017 | Kiev       | Levina                       | «Perfect life»                              | 25                          | 6                           | Miembro del Big 5           | Miembro del Big 5           |
| 2018 | Lisboa     | Michael Schulte              | «You Let Me Walk Alone»                     | 4                           | 340                         | Miembro del Big 5           | Miembro del Big 5           |
| 2019 | Tel Aviv   | S!sters                      | «Sister»                                    | 25                          | 24                          | Miembro del Big 5           | Miembro del Big 5           |
| 2020 | Róterdam   | Ben Dolic                    | «Violent thing»                             | Festival cancelado          | Festival cancelado          | Miembro del Big 5           | Miembro del Big 5           |
| 2021 | Róterdam   | Jendrik                      | «I Don’t Feel Hate»                         | 25                          | 3                           | Miembro del Big 5           | Miembro del Big 5           |
| 2022 | Turín      | Malik Harris                 | «Rockstars»                                 | 25                          | 6                           | Miembro del Big 5           | Miembro del Big 5           |
| 2023 | Liverpool  | Lord of the Lost             | «Blood & Glitter»                           | 26                          | 18                          | Miembro del Big 5           | Miembro del Big 5           |
| 2024 | Malmö      | Isaak                        | «Always On The Run»                         | 12                          | 117                         | Miembro del Big 5           | Miembro del Big 5           |
| 2025 | Basilea    | Abor & Tynna                 | «Baller»                                    | 15                          | 151                         | Miembro del Big 5           | Miembro del Big 5           |
| 2026 | Austria    | TBC                          | TBC                                         | TBC                         | TBC                         | Miembro del Big 5           | Miembro del Big 5           |

## Festivales organizados en Alemania
Leyenda
     Festival organizado sin haber ganado la edición anterior
| Edición                                   | Ciudad sede        | Localización                              | Presentandores                            |
| ----------------------------------------- | ------------------ | ----------------------------------------- | ----------------------------------------- |
| Festival de la Canción de Eurovisión 1957 | Fráncfort del Meno | Großer Sendesaal des hessischen Rundfunks | Anaid Iplicjian                           |
| Festival de la Canción de Eurovisión 1983 | Múnich             | Rudi-Sedlmayer-Halle                      | Marlene Charell                           |
| Festival de la Canción de Eurovisión 2011 | Düsseldorf         | ESPRIT arena                              | Anke Engelke, Judith Rakers y Stefan Raab |

## Votación de Alemania
Hasta 2025, la votación de Alemania ha sido:
| Más puntos otorgados solo en la gran final | Más puntos otorgados solo en la gran final | Más puntos otorgados solo en la gran final |
| Pos.                                       | País                                       | Puntos                                     |
| ------------------------------------------ | ------------------------------------------ | ------------------------------------------ |
| 1                                          | Suecia                                     | 243                                        |
| 2                                          | Francia                                    | 207                                        |
| 3                                          | Reino Unido                                | 205                                        |
| 4                                          | Israel                                     | 176                                        |
| 5                                          | Turquía                                    | 170                                        |

| Más puntos otorgados en semifinales y final | Más puntos otorgados en semifinales y final | Más puntos otorgados en semifinales y final |
| Pos.                                        | País                                        | Puntos                                      |
| ------------------------------------------- | ------------------------------------------- | ------------------------------------------- |
| 1                                           | Suecia                                      | 331                                         |
| 2                                           | Israel                                      | 251                                         |
| 3                                           | Noruega                                     | 221                                         |
| 4                                           | Suiza                                       | 216                                         |
| 4                                           | Turquía                                     | 208                                         |

| Más puntos recibidos | Más puntos recibidos | Más puntos recibidos |
| Pos.                 | País                 | Puntos               |
| -------------------- | -------------------- | -------------------- |
| 1                    | España               | 245                  |
| 2                    | Suiza                | 196                  |
| 3                    | Dinamarca            | 194                  |
| 4                    | Portugal             | 187                  |
| 5                    | Bélgica              | 178                  |

## 12 puntos
- Alemania ha dado 12 puntos a:

### Final (1975 - 2003)
| Año  | País      | Año  | País       | Año  | País        | Año                                   | País                                  | Año  | País      |
| ---- | --------- | ---- | ---------- | ---- | ----------- | ------------------------------------- | ------------------------------------- | ---- | --------- |
| 1975 | Finlandia | 1981 | Francia    | 1987 | Italia      | 1993                                  | Suiza                                 | 1999 | Turquía   |
| 1976 | Francia   | 1982 | Israel     | 1988 | Suiza       | 1994                                  | Irlanda                               | 2000 | Dinamarca |
| 1977 | Francia   | 1983 | Suecia     | 1989 | Reino Unido | 1995                                  | Suecia                                | 2001 | Dinamarca |
| 1978 | Israel    | 1984 | Suecia     | 1990 | España      | No se clasificó para la final de 1996 | No se clasificó para la final de 1996 | 2002 | Letonia   |
| 1979 | España    | 1985 | Noruega    | 1991 | Suecia      | 1997                                  | Turquía                               | 2003 | Polonia   |
| 1980 | Irlanda   | 1986 | Luxemburgo | 1992 | Reino Unido | 1998                                  | Turquía                               |      |           |

| Año  | País                | Año  | País     |
| ---- | ------------------- | ---- | -------- |
| 2004 | Serbia y Montenegro | 2010 | Bélgica  |
| 2005 | Portugal            | 2011 | Austria  |
| 2006 | Finlandia           | 2012 | Suecia   |
| 2007 | Turquía             | 2013 | Islandia |
| 2008 | Grecia              | 2014 | Polonia  |
| 2009 | Turquía             | 2015 | Suecia   |

| Año  | Jurado              | Televoto  | Conjunto       |
| ---- | ------------------- | --------- | -------------- |
| 2016 | Israel              | Polonia   | Australia      |
| 2017 | Noruega             | Bulgaria  | Bulgaria       |
| 2018 | Suecia              | Polonia   | Australia      |
| 2019 | Macedonia del Norte | Suiza     | Suiza          |
| 2021 | Suecia              | Lituania  | Malta/ Ucrania |
| 2022 | Macedonia del Norte | Polonia   | Suecia         |
| 2023 | Sin jurado          | Finlandia | Finlandia      |
| 2024 | Sin jurado          | Croacia   | Croacia        |
| 2025 | Sin jurado          | Israel    | Israel         |

| Año  | País    | Año  | País         |
| ---- | ------- | ---- | ------------ |
| 2004 | Turquía | 2010 | Bélgica      |
| 2005 | Grecia  | 2011 | Austria      |
| 2006 | Turquía | 2012 | Suecia       |
| 2007 | Turquía | 2013 | Hungría      |
| 2008 | Grecia  | 2014 | Países Bajos |
| 2009 | Noruega | 2015 | Rusia        |

| Año  | Jurado      | Televoto  | Conjunto |
| ---- | ----------- | --------- | -------- |
| 2016 | Israel      | Rusia     | Suecia   |
| 2017 | Noruega     | Portugal  | Portugal |
| 2018 | Suecia      | Italia    | Irlanda  |
| 2019 | Italia      | Noruega   | Italia   |
| 2021 | Francia     | Lituania  | Francia  |
| 2022 | Reino Unido | Ucrania   | Ucrania  |
| 2023 | Suecia      | Finlandia | Italia   |
| 2024 | Suecia      | Israel    | Israel   |
| 2025 | Austria     | Israel    | Austria  |

## Galería de imágenes
|                                      |
| Margot Hielscher en Hilversum (1958) |

|                                   |
| Katja Ebstein en Amsterdam (1970) |

|                                 |
| Roger Cicero en Helsinki (2007) |

|                              |
| No Angels en Belgrado (2008) |

|                             |
| Oscar Sings en Moscú (2009) |

|                     |
| Lena en Oslo (2010) |

|                           |
| Lena en Düsseldorf (2011) |

|                          |
| Roman Lob en Baku (2012) |

|                         |
| Cascada en Malmö (2013) |

|                             |
| Elaiza en Copenhague (2014) |

|                            |
| Ann Sophie en Viena (2015) |

|                                        |
| Jamie-Lee Kriewitz en Estocolmo (2016) |

|                       |
| Levina en Kiev (2017) |

|                                  |
| Michael Schulte en Lisboa (2018) |

|                            |
| S!sters en Tel Aviv (2019) |

|                             |
| Jendrik en Rotterdam (2021) |

|                                      |
| Lord of the Lost en Liverpool (2023) |

|                       |
| Isaak en Malmö (2024) |